# Haccourt
Haccourt (en való Haccoû) és una nucli del municipi d'Oupeye, a la província de Lieja de la regió valona de Bèlgica.
És un nucli agricultural força marcat per a la presència d'una pedrera de calcari i de la cimentera al marge del Canal Albert.

## Història

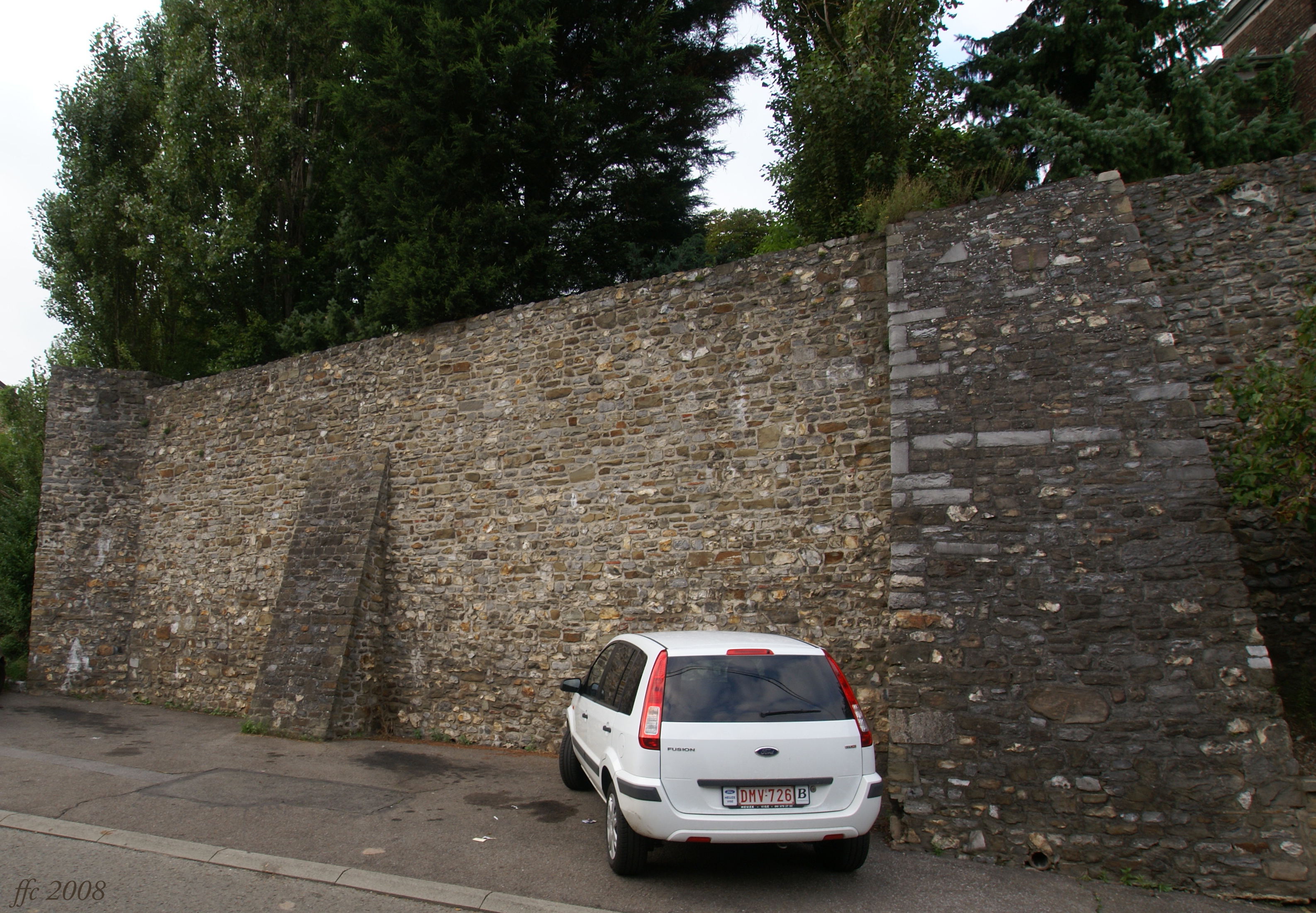
Muralla de l'antic castell

El nom provindria de cort d'Hago una explotació agricultural romana tardana. Al mur que envolta el pujol on es troba l'església, construïda a la fi del segle vii o l'inici del segle viii, van trobar-se pedres recuperades d'aquesta vil·la romana de la qual les ruïnes són en camí d'excavació i de restauració.
El 1491, les milícies del príncep-bisbe Erard de la Mark van prendre el castell i incendiar-lo. Va esdevenir un llogaret agricultural integrat al principat de Lieja.
Des de la fi del segle xiii fins al 1731 quan el darrere plet de bruixeria va tenir-se a Haccourt, hi va haver diverses episodis de cacera de bruixes. Moltes supposades bruixes van morir a les fogueres erigides a la cresta de les «Hautes Terres de Froidmont» entre Haccourt i Houtain-Saint-Siméon.
A l'inici de la Primera Guerra Mundial, durant la invasió prussiana, el 18 d'agost de 1914, 16 civils van ser matats i 80 cases incendiades pel 73è regiment de l'exèrcit imperial. Aquest episodi de la guerra es designa amb el nom les atrocitats alemanyes quan tot arreu la regió, l'exèrcit va imposar-se terroritzant la població civil.
El 1975, el territori enclavat entre el canal Albert i el Mosa va passar a la ciutat de Visé. L'1 de gener de 1977 la resta va fusionar amb Oupeye.

## Punts d'interès i folklore
- L'església Sant Hubert del segle xviii i el campanar de 1870.[2]
- El canal Haccourt-Visé
- La festa de les bruixes organitzada des del 1972 per a la confraria «Les Macrâles di Hacou» (el mot való macrâle significa bruixa) al primer dissabte després de la candelera en commemoració de les llegendes i de la cacera de bruixes del passat.